# Camp britannique d'Étaples
Le camp britannique d'Étaples a été le plus grand camp britannique en France pendant la Première Guerre mondiale. Plus grand camp militaire jamais construit en dehors des frontières de l'empire britannique, situé à l'est d'Étaples, sur la côte dans le département du Pas-de-Calais, et donc à proximité de l'Angleterre par la mer, fondé en 1915, il se trouve à environ une centaine de kilomètres du front de la Somme. En même temps, camp de stockage de matériel, camp d'entrainement et conglomérat d'hôpitaux de campagne, (une vingtaine d'hôpitaux, 22 000 lits à son maximum), après des débuts modestes, le camp s'étend considérablement jusqu'à concerner les communes environnantes. Les blessés soignés dans ce vaste ensemble, plus grand complexe hospitalier de tous les temps selon une source, et n'ayant pu être sauvés, ont été enterrés à proximité, dans le lieu devenu le cimetière militaire d'Étaples, le plus grand cimetière britannique de France. Le camp est encore connu pour avoir été le site d'une des seules mutineries connues par l'armée anglaise pendant le conflit : la mutinerie d'Étaples. Pendant cinq ans, de 1915 à 1919, plus de 2 millions d'hommes sont passés dans le camp, soit pour les soins, soit pour l'entrainement, dans des conditions de vie généralement difficiles. En 1917, au summum de sa capacité, l'implantation, également lieu de transit pour nombre de troupes, qui ne font le plus souvent que passer, accueille de l'ordre de 100 000 personnes. Le camp existe jusqu'en 1919.

## Choix d'Étaples
Pendant la guerre 1914-1918, l'ouest des départements du Nord et du Pas-de-Calais, situé à l'arrière des fronts, front de l'Yser, fronts de la Somme et de l'Artois où les britanniques jouent un rôle majeur, a été utilisé par l'armée anglaise (armée britannique dans la Première Guerre mondiale) pour y installer camps, dépôts divers (ex : dépôt de munitions à Saint-Pierre-Brouck), hôpitaux de campagne...)
Pour des implantations d'envergure, il faut que les distances soient les plus proches possibles de l'Angleterre, la mer étant dangereuse du fait de la guerre sous-marine à outrance menée par l'Allemagne et de la présence des mines. Dunkerque est à éviter, car trop proche des lignes ennemies basées à Nieuport qui bombardent souvent la ville, via l'artillerie ou par zeppelins (voir Histoire de Dunkerque). En outre, la voie ferrée Dunkerque-Saint-Omer-Arras est régulièrement la cible des canons allemands suffisamment proches pour l'atteindre et donc trop risquée pour les liaisons ferroviaires indispensables.
Étaples est choisie par l'armée du Commonwealth en raison de sa proximité avec l'Angleterre via les ports de Boulogne-sur-mer, où arrivent majoritairement les soldats britanniques, et de Calais, par où passe le matériel. Le site est suffisamment en retrait des zones de combat tout en permettant d'acheminer rapidement les hommes vers le front, grâce au chemin de fer. Ni Boulogne ni Calais ne disposent de terrains suffisants pour accueillir un aussi vaste emplacement : le centre du camp finira par occuper à lui seul 12 km2. Étaples remplit ces conditions : l'espace existe à proximité de la voie ferrée qui part vers le sud, vers Abbeville et donc le front de la Somme. De plus, la ville est suffisamment proche de Boulogne pour que les déplacements entre les deux lieux puissent se faire à pied ou en voiture/camion sans devoir encombrer un peu plus le rail, essentiel pour la logistique des armées, et déjà très sollicité au point qu'à Étaples il a fallu construire une gare annexe à l'existante.
En 1915, s'édifie ainsi sur la côte d'Opale ce qui va devenir un camp d'entrainement et le plus grand hôpital de campagne pour les troupes du Commonwealth. Si Étaples en est le centre, l'organisation mise en place par les britanniques a des ramifications jusqu'à 30-40 km dans les environs. Dans un premier temps, on fonctionne sous tentes puis pour affronter l'hiver, et la guerre se prolongeant, il faut passer aux constructions plus solides et plus hermétiques. Du fait de l'importance toujours grandissante de l'implantation, pendant quasiment toute sa durée de fonctionnement, le camp est un chantier permanent où on ne cesse d'ajouter des éléments.
L'importance du camp d'Étaples ne va pas échapper à l'ennemi allemand qui va se livrer à plusieurs bombardements aériens de l'installation en 1917 et 1918. Sont particulièrement visées les installations ferroviaires mais les bombes n'épargnent ni la ville ni le camp. Le bombardement pendant la nuit du 19 au 20 avril 1918 fait 800 victimes.
Les Britanniques, dont le grand quartier général, dirigé par le maréchal Douglas Haig est installé à Montreuil en 1916 après Saint-Omer jusque là, vont également construire un camp de grande ampleur au Havre mais sans atteindre les dimensions de celui d'Étaples.

## Mélange des nationalités
Base arrière essentielle et parmi les plus importantes de l'armée anglaise, celle-ci ayant mobilisé les ressources du vaste empire britannique, des personnes de quasiment toutes les ethnies et nationalités de celui-ci se côtoient dans le camp d'Étaples. Ces hommes et quelques femmes soit font partie des unités combattantes soit travaillent dans le camp.
Ceux venus du Canada arrivent parmi les premiers, peu après les Anglais, et ouvrent rapidement leurs hôpitaux dont un pour officiers implanté à l'hôtel du Golf au Touquet.
Suivent dès 1915, des volontaires américains, chirurgiens et personnels soignants qui n'ont pas attendu l'entrée officielle des États-Unis dans la guerre (en 1917 seulement). Ils s'installent à Camiers avec la première unité médicale d'Harvard puis également à Beaurainville travaillant dans l'hôpital général no 18.
Ensuite, les arrivées se succèdent : soldats venus de Nouvelle-Zélande, y inclus des Maoris, en 1916, Australie (en 1917, leurs casernes d'infanterie sont déplacées au Havre), Portugal, Russie, Ukraine, Pologne (avec cependant des réserves concernant ces trois derniers groupes à la suite de la révolution bolchevique d'octobre 1917), Inde.
Au départ, les Britanniques n'envisagent d'utiliser, en dehors des soldats venus d'Inde, que du personnel européen ou d'origine européenne, (autrement dit des Blancs). Mais l'afflux des blessés, la guerre qui dure, le camp en permanence appelé à s'agrandir, et l'ampleur des tâches associées, les amènent à avoir besoin d'une main d'œuvre de plus en plus importante pour assurer les différents travaux : manutention (déchargement des bateaux, transport des munitions), ou logistique (maintenance des communications, extension du réseau ferroviaire...). Affluent alors au camp de l'ordre de 200 000 manœuvres venus des Antilles, d'Égypte, d'Inde, d'Afrique, de Chine.
Si on enterre dans le cimetière militaire d'Étaples un premier Noir venu d'Afrique du Sud dès mai 1916, on ne mobilise un important contingent de main-d'œuvre sud-africaine, (le South African Native labour Contingent - acronyme : SANLC) qu'en 1917, où arrivent 1 400 hommes affectés à la construction et l'entretien d'un immense dépôt de munitions à Dannes. Ces cafres ont droit à un régime plus dur que celui du reste de la population du camp : lorsqu'ils ne travaillent pas, ils sont confinés dans des enclos plus ou moins rudimentaires, entourés de fils de fer barbelé. Tout ne se passe pas toujours sans problème : en juillet 1917, une sentinelle abat un homme du SANLC à Neufchâtel-Hardelot, commune voisine de Dannes. Ce régime de ségrégation s'ajoute à la barrière de la langue pour limiter les contacts de ces ouvriers. Ils ne restent d'ailleurs qu'un an, leur contrat achevé, ils sont remplacés par des ouvriers chinois appelés coolies.
Les coolies sont engagés pour trois ans au sein du Corps des travailleurs chinois (Chinese Labour Corps - acronyme : CLC). Ils arrivent en France en avril et août 1917. Un premier contingent de 1 000 hommes est envoyé à Dannes. En 1918, on en trouve 3000 dans ce village, plusieurs centaines à Rang-du-Fliers, une seule compagnie étant basée au camp d'Étaples. Leurs conditions de vie ne sont guère meilleures que celles des cafres. Cette population va payer un lourd tribut lors de l'épidémie de grippe espagnole de 1918.
À tout ceci, s'ajoutent les prisonniers de guerre allemands (Prisoners of War - acronyme : POW), organisés en compagnies de travail de 500 hommes. Leur nombre augmente régulièrement jusqu'à représenter un très important contingent : 6 000 hommes en 1918. Généralement vêtus de leur uniforme, ils doivent arborer un cercle bleu portant leur numéro de matricule en gros caractères rouges. Ils sont utilisés à des travaux sans lien avec les opérations militaires : entretien des routes, réparation des voies ferrées, travaux de construction... Étroitement surveillés, ils sont enfermés dans sept camps spécifiques autour d'Étaples, le plus grand d'entre eux étant sis à Beaurainville.

## Camp d'entrainement
En juin 1915, trois casernes d'infanterie sont prêtes à accueillir des soldats pour les préparer à monter au front. On va encore en construire 11 supplémentaires ainsi que tous les équipements annexes nécessaires aux troupes et au matériel (dépôts de matériel, transmissions, bureau postal militaire, poste de commandement...). Le 7 juin, le camp compte plus de 4 000 hommes de troupe et 7 officiers, dont la moitié est rapidement acheminée vers le front.
Le camp ne cesse de s'étendre et amène à prévoir les ajouts nécessaires à une telle concentration humaine : terrains d'entrainement, avec au fil du temps des extensions, par exemple vers Camiers, champs de tir, centres de police et de détention, accueil pour chevaux, dépôts pour les transports à cheval, accueil du personnel administratif.
Le camp va compter jusqu'à 40 casernes d'infanterie appelées IBD (Infantry Base Depot) où les hommes attendent de connaitre leur affectation.
Au camp d'entrainement, les soldats connaissent une préparation sévère, subissent une discipline rigoureuse avant que d'être envoyés, quotidiennement par milliers, par trains entiers, au front. Dès l'arrivée à Boulogne, ils débutent les exercices par une marche forcée vers Étaples, (environ 30 km) sans quasiment aucun ravitaillement ni pause. En 1917, la conscription ayant été établie en Angleterre en 1916, le camp accueille près de 70 000 fantassins par mois. L'entrainement est intensif et nécessairement accéléré en raison des besoins dévorants et permanents du front.
Le général Andrew Thompson, dépeint comme un modèle de brutalité et de tyrannie, qui dirige le camp, n'a généralement que peu de temps pour former les jeunes recrues qui ne sont pas volontaires mais sont obligées de rejoindre l'armée depuis la mise en place de la conscription.
Les instructeurs du camp, n'ayant souvent jamais vu le front, font régner une discipline très rigoureuse, dépassant souvent les limites usuelles selon des témoignages de soldats, allant jusqu'à la cruauté et le sadisme.  On fait manœuvrer les recrues toute la journée dans des terrains vite surnommés l'arène aux taureaux « the bull ring ». Les soldats souffrent du régime imposé, les amenant souvent à l'épuisement, les permissions sont rares. Selon les témoignages de certains d'entre eux, quelques-uns éprouvent quasiment du soulagement lorsqu'ils sont envoyés au front, d'autres, en revanche, désertent et se cachent dans les forêts et dunes proches. La nourriture laisse à désirer, il n'existe pas d'installation de loisirs digne de ce nom. On impose aux combattants endurcis d'effectuer les mêmes exercices que les novices.
Les conditions de vie et d'entrainement des soldats particulièrement difficiles amènent en septembre 1917, l'évènement entré dans l'histoire sous le nom de la mutinerie d'Étaples. Deux versions différentes des faits s'opposent : l'une évoque une véritable révolte, l'autre présente plutôt une période d'agitation. Il s'agit en tout cas d'un des seuls cas pour l'armée britannique, contrairement à l'armée française (Mutineries de 1917).
Après la mutinerie, les conditions changent, les officiers responsables de la discipline du camp sont mutés, le régime disciplinaire est adouci, les soldats peuvent désormais se rendre en ville.

## Hôpital de campagne
Le premier équipement construit est un hôpital : deux mois après le début des travaux, le 7 avril 1915, l'hôpital général no 18 fonctionne, d'abord sous tentes, puis dans un baraquement en dur. En même temps, on bâtit trois autres hôpitaux et on continue de préparer le terrain pour en accueillir d'autres. Fin juin 1915, l'armée a rassemblé sur place assez de personnel pour en faire fonctionner une bonne douzaine.
Dans la foulée est créé le cimetière qui va devenir le cimetière militaire d'Étaples, le plus important cimetière britannique en France, et les premières inhumations ont lieu le 13 mai 1915.
Les hôpitaux prennent de l'extension, des baraquements pour infirmières s'imposent, et il faudra en permanence en prévoir davantage. La présence de chevaux amène à prévoir des hôpitaux vétérinaires. Un tel développement demande des moyens financiers considérables, dépassant ceux du Royaume-Uni, le Canada y contribue largement ainsi que nombre de mécènes privés et œuvres de bienfaisance
La zone nord du camp permet de recevoir dans ses hôpitaux un très grand nombre de blessés, ramenés du front par trains-ambulances : en période intensive, on peut en dénombrer 12 par jour. Une première sélection des blessés a eu lieu à proximité du front, et on évacue alors les blessés pouvant supporter le transport vers le camp d'Étaples. Les installations peuvent traiter jusqu'à 40 000 blessés et malades par mois.
Au plus fort de son existence, la base d'Étaples compte jusqu'à vingt hôpitaux militaires, dont le plus grand peut recevoir 3 000 patients en permanence, ce gigantisme amenant son corollaire : ouverture de lieux pour convalescents. En matière de capacité d'accueil, l'ensemble a atteint le nombre considérable de 22 000 lits. À titre de comparaison, le Centre hospitalier régional universitaire de Lille, dix hôpitaux en 2019, avait en 2009 une capacité d'accueil de 3000 lits. Ces dimensions hors norme, qui n'intègrent pas les navires hôpitaux mouillant dans le port de Boulogne, estimées nécessaires de par l'intensité des combats et l'accumulation des blessés, illustrent à elles seules, s'il en était encore besoin, quel carnage provoqua la première guerre mondiale.
Dans les hôpitaux, le nombre de patients et les blessures causées par les nouveaux moyens utilisés pendant cette guerre (Technologie pendant la Première Guerre mondiale) amènent les médecins à utiliser les techniques médicales les plus récentes voire à en essayer de nouvelles. L'usage de ces innovations et des méthodes de soin les plus récentes va sauver de nombreux patients et par exemple éviter les amputations : utilisation de la méthode de soin de Carrel-Dakin (Alexis Carrel-Henry Drysdale Dakin, solution de Dakin), spécialisation des lieux entre salles d'opération, salles de radiologie, laboratoires d'analyse. Certains des docteurs et chirurgiens, tirant profit de leur expérience peu commune, vont devenir après guerre d'éminents professeurs renommés.
La remise sur pied signifie pour les soldats le retour au front, seuls les mutilés convalescents rentrent dans leur pays d'origine. Globalement, le taux de mortalité dans le camp demeure malgré tout peu élevé. Ce constat s'explique par la qualité des soins, par la spécialisation des hôpitaux qui évite les contaminations et les mélanges : hôpital d'isolement réservé aux risques d'infection, hôpital pour les maladies vénériennes, hôpital pour les prisonniers allemands, hôpital séparé pour les femmes...mais également par le fait qu'on meurt surtout beaucoup dans les tranchées et que les blessés les plus gravement atteints et intransportables sont soignés près du front, et non évacués vers le camp.
L'armistice du 11 novembre 1918 ne met pas fin au camp d'Étaples : de nombreux blessés qu'il faut continuer de soigner y demeurent encore. Le camp ne va donc fermer qu'en 1919.

## Rôle des femmes
Les femmes (Femmes pendant la Première Guerre mondiale) jouent un rôle important dans la structure. Il s'agit parfois d'initiatives privées mais surtout d'infirmières militaires et d'auxiliaires militaires volontaires.

### Initiatives privées
Des femmes, souvent fortunées, ont voulu soutenir l'effort de guerre britannique, leur attitude reflétant parfois leurs condition sociale et réflexes de classe.
La duchesse de Westminster, liée au duc Hugh Grosvenor, organise un hôpital pour les officiers au Touquet, à deux pas d'Étaples, où, avec les personnes engagées avec elle dans l'opération, vêtues de robes du soir et portant leurs bijoux, elle reçoit les blessés à leur arrivée. La fille d'un riche pharmacien et une lady (lady Angela Forbes) installent dans le camp deux buvettes où les soldats peuvent boire des rafraîchissements. De riches marchands de Liverpool ont payé l'installation d'un hôpital dont le personnel est volontaire, non payé et fortuné.

### Personnel soignant et auxiliaire
L'essentiel de la participation féminine concerne toutefois des femmes issues du personnel soignant : infirmières militaires membres des Queen Alexandra's Royal Army Nursing Corps (service infirmier militaire et impérial de la reine Alexandra - acronyme : QARANC ou QAIMNS), employées du Territorial Force Nursing service (service infirmier de la force territoriale) et auxiliaires féminines volontaires de la Croix-Rouge britannique (Voluntary Detachment of the British Red Cross - acronyme : VAD).
Les infirmières professionnelles membres du QAIMNS jouissent d'un grand prestige car on ne peut entrer dans le corps qu'après avoir satisfait à des critères de recrutement drastiques.
Les VAD, âgées au minimum de 23 ans, n'ont souvent que peu de connaissances médicales ce qui provoque des tensions avec les infirmières en chef qualifiées du QAIMMS. La propagande se plaît à montrer des jeunes femmes souriantes, élégantes, divertissant les soldats convalescents avec des jeux de société. Ces images reflètent mal la réalité d'un travail souvent pénible physiquement, moralement difficile à supporter, stressant, malgré des conditions d'hébergement (logement, nourriture) correctes.
Les VAD assurent le transport par ambulance entre les trains amenant les blessés et le camp d'Étaples, de même qu'elles conduisent également les ambulances menant aux navires-hôpitaux mouillant dans le port de Boulogne. À cette fin, elles effectuent le plus souvent des journées de 12 heures de travail et parfois bien davantage lors des grandes offensives meurtrières. Le fait même qu'elles sachent conduire donne une indication sur leur origine sociale : avant 1914, seuls les milieux aisés, dont elles proviennent pour la plupart, possèdent une voiture, ce qui n'enlève rien à la difficulté des tâches qu'elles doivent accomplir.
L'ensemble de ces femmes est soumis à une discipline stricte : elles ne disposent que d'une demi- journée de temps libre par semaine, et un jour par mois, et ont l'interdiction absolue pendant cette disponibilité d'avoir des contacts avec leurs collègues masculins. Et lorsque des moments de détente sont organisés à l'intérieur du camp même, (concerts, bals), elles sont étroitement surveillées. Elles profitent de leur temps libre pour se rendre dans les stations balnéaires, prendre des bains de mer, aller au restaurant...occasion également de rencontrer des hommes de la population locale.
S'ajoutent à ces femmes jouant un rôle dans les soins, les auxiliaires, portant également uniforme militaire, du Women's Auxiliary Army Corps, appelés en 1918, Quen Mary's Army Auxiliary Corps (corps auxiliaire féminin de l'armée - acronyme WACC). L'armée britannique finit par faire appel à elles en raison de la pénurie de personnel masculin disponible, comme dans les autres pays belligérants où les femmes occupent nombre de fonctions jusque là réservées aux hommes. Ce corps auxiliaire, fondé en mars 1917, se compose d'employées aux tâches subalternes ou administratives. Encadrées par des parentes d'officiers supérieurs aristocrates de l'armée, appelées « travailleuses » ou « brownies », surnom inspiré de la couleur de leur uniforme, elles sont majoritairement issues de la classe ouvrière. Elles contribuent sans contrat à diverses activités de service : emploi dans les boulangeries, cuisines, cantines, chauffeurs-mécaniciens, jardiniers entretenant les tombes de guerre, femmes de service chargées du nettoyage et de l'hygiène des différents lieux ou encore employées, dactylos, standardistes.
Quelques femmes françaises, employées par exemple dans les blanchisseries, et quelques infirmières volontaires venues d'Amérique ou de l'empire britannique complètent le tableau.
Au total, pendant les dernières années de la guerre, jusqu'à 2 500 femmes sont présentes sur le site.

## Relations avec la population locale
La population locale a d'abord reçu chaleureusement les troupes britanniques, considérées comme des alliés venant soutenir l'effort militaire français. La présence de ces femmes en uniforme est pour elle une nouveauté et un grand sujet d'étonnement, de même qu'ensuite l'arrivée de soldats ou travailleurs indiens, noirs, chinois. Par la suite, le sentiment est plus mitigé, sans même parler de la semaine difficile pendant la mutinerie qui a marqué les esprits
Les britanniques estiment rapidement que l'état de salubrité de la ville d'Étaples est déplorable, ils réclament des mesures d'hygiène publique pour éviter tout risque de propagation de maladie ou d'épidémie à leurs troupes, notamment les blessés déjà fragilisés.
À l'époque, la ville présente un tableau sanitaire assez effrayant : immondices déposés dans les rues, ceux-ci n'étant enlevés que deux fois par semaine, absence d'eau courante.
La réaction est immédiate : limitation au maximum des contacts des troupes avec la population locale. Sans doute cette mesure "arrange"-t-elle les autorités afin de pouvoir mieux encadrer les soldats mais elle aboutit à ce que la présence du camp profite finalement assez peu aux locaux. Des sentinelles postées sur les deux ponts menant à la ville refoulent toute personne non française.
Pendant la mutinerie de 1917, les soldats se répandent en ville et y commettent des dommages. Après le retour au calme, la discipline dans le camp s'étant assouplie, les troupes peuvent se rendre plus facilement en ville et les relations avec les locaux s'améliorent. On compte quelques liaisons et naissances illégitimes nées de ces relations, ainsi que de rares mariages (cinq semble-t-il). Quelques femmes, en petit nombre, travaillant au camp, nouent des liaisons amoureuses avec des hommes issus de la population locale.
Malgré les restrictions apportées aux sorties en ville des soldats, une telle concentration de troupes débouche sur des phénomènes assez classiques : vente d'alcool, bagarres, prostitution, mais aussi maladies vénériennes, d'où un hôpital spécialisé dans ces affections. La population locale est concernée par ces maux, ce qui diminue le ressenti positif de la présence britannique. De plus, elle est obligée d'effectuer de grands détours pour contourner le camp, les autorisations de traversée de celui-ci n'étant accordées qu'avec parcimonie ce qui augmente la gêne ressentie.
La présence du camp amène plusieurs bombardements allemands qui frappent également la ville d'Étaples en 1917 et 1918.
En 1919, après la fermeture du camp, les locaux peuvent retrouver l'usage des terres qui supportaient l'implantation britannique.
En 1920, en raison des épreuves subies pendant la guerre, la ville a reçu la croix de guerre.

## Personnalités de passage
Deux types de personnalités se côtoient à Étaples : celles de passage pour visiter ou inspecter les lieux, et celles qui en sont à un moment ou à un autre "usager".

### Personnalités en visite
Le camp d'Étaples est tellement énorme et tellement vital pour les armées alliées qu'il suscite l'intérêt et draine tout un ensemble de personnalités tant militaires que civiles qui viennent visiter l'implantation, inspecter les lieux, encourager les efforts fournis.
- Le roi Georges V se déplace plusieurs fois jusqu'au camp pour venir soutenir soldats et blessés[2].
- La reine Mary (Mary de Teck) vient également à Étaples où elle encourage plus particulièrement les femmes indispensables à la vie du camp[2].
- Olave Baden-Powell, épouse du fondateur du scoutisme Robert Baden-Powell, présente en France pour soutenir l'effort de guerre britannique est passée par Étaples, où elle travaille dans les cabanes de la YMCA (association de volontaires protestants) et a laissé une description peu flatteuse de la ville conforme à l'idée générale que s'en font les britanniques[19].

### Célébrités passées par le camp.
- L'écrivaine Vera Brittain a été infirmière au camp d'Étaples, en tant qu'infirmière volontaire auxiliaire[14]. Elle y a composé le poème Last post[20].
- Le poète Wilfred Owen soldat a connu le camp et l'a qualifié d'« immense campement épouvantable, une sorte d’enclos où des bêtes sont parquées quelques jours avant le carnage final »[21].
- Le poète et écrivain Siegfried Sassoon est passé par le camp[20].
- L'écrivain C. S. Lewis a servi un temps à Étaples[20].
- J. R. R. Tolkien a connu le camp en 1916, à l'âge de 24 ans. Il se serait inspiré de ce qu'il y a vécu pour écrire Le Seigneur des anneaux[22].
- George Lawrence Price, dernier soldat de l'Empire britannique mort au combat durant la Première Guerre mondiale, le 11 novembre 1918 à 10 h 58, est passé par Étaples en 1918.

## Reproductions
- Un plan du camp d'Étaples figure en pages 2–3 du site Calaméo[23].
- Plusieurs photographies du camp se trouvent en pages 4–5 et 6-7 du site Calaméo[15] ainsi que sur la plupart des sources citées en bibliographie, ou encore en ligne[24].